# 五体不満足
五体不満足（ごたいふまんぞく）は、乙武洋匡によって書かれた本。

## 概要
1998年早稲田大学在学中の乙武洋匡によって書かれた。両手両足の無い乙武の生きる力について。
1999年の書籍の売り上げで1位となる。
1999年書店新風賞受賞。
2011年時点で売り上げは581万部で、歴代書籍の売り上げで2位。